# Тур Омана
Тур Омана (англ. Tour of Oman) — ежегодная шоссейная многодневная велогонка по дорогам Омана.

## История
Организована Amaury Sport Organisation, впервые состоялась в 2010 году.
Входит в календарь UCI Asia Tour и имеет высшую категорию 2.HC.
Дистанция гонки состоит из шести этапов. В первых двух изданиях присутствовала индивидуальная гонка. С 2011 года был добавлен этап с подъёмами. Позднее появились спринтерские этапы. Главным в плане определения победителя всех гонки является этап с горным финишем на Эль-Ахдар (Зелёной горе). Протяжённость этого подъёма составляет 7,5 км с градиентом 10,7%.

## Классификации
На гонке разыгрываются 4 индивидуальные классификации. Лидеры каждой из них отмечаются специальными майками определенных цветов.
- Генеральная классификация
- Очковая классификация
- Молодёжная классификация
- Самый агрессивный гонщик

## Призёры

### Генеральная классификация
| Год  | Победитель        | Второй                | Третий              |          |
| ---- | ----------------- | --------------------- | ------------------- | -------- |
| 2010 | Фабиан Канчеллара | Эдвальд Боассон Хаген | Кэмерон Мейер       |          |
| 2011 | Роберт Гесинк     | Эдвальд Боассон Хаген | Джованни Висконти   |          |
| 2012 | Петер Велиц       | Винченцо Нибали       | Тони Галлопен       |          |
| 2013 | Крис Фрум         | Альберто Контадор     | Кэдел Эванс         |          |
| 2014 | Крис Фрум         | Тиджей Ван Гардерен   | Ригоберто Уран      |          |
| 2015 | Рафаэль Вальс     | Тиджей Ван Гардерен   | Алехандро Вальверде |          |
| 2016 | Винченцо Нибали   | Ромен Барде           | Якоб Фульсанг       |          |
| 2017 | Бен Херманс       | Руй Кошта             | Фабио Ару           |          |
| 2018 | Алексей Луценко   | Мигель Анхель Лопес   | Горка Исагирре      |          |
| 2019 | Алексей Луценко   | Доменико Поццовиво    | Хесус Эррада        |          |
| 2020 | отменено          | отменено              | отменено            | отменено |
| 2021 | отменено          | отменено              | отменено            | отменено |
| 2022 | Ян Хирт           | Фаусто Маснада        | Руй Кошта           |          |
| 2023 | Маттео Йоргенсон  | Маури Вансевенант     | Джеффри Бушар       |          |
| 2024 | Адам Йейтс        | Ян Хирт               | Финн Фишер-Блэк     |          |
| 2025 | Адам Йейтс        | Валентин Паре-Пинтре  | Давид Годю          |          |

### Вторичные классификации
| Год  | Очковая                | Молодёжная             | Самый агрессивный гонщик | Командная            |
| ---- | ---------------------- | ---------------------- | ------------------------ | -------------------- |
| 2010 | Хаген, Эдвальд Боассон | Хаген, Эдвальд Боассон | Смукулис, Гатис          | Team HTC-Columbia    |
| 2011 | Хаген, Эдвальд Боассон | Гесинк, Роберт         | Кумп, Марко              | Leopard Trek         |
| 2012 | Саган, Петер           | Галлопен, Тони         | Лодевик, Клас            | RadioShack-Nissan    |
| 2013 | Фрум, Крис             | Элиссонд, Кенни        | Траксел, Бобби           | BMC Racing Team      |
| 2014 | Грайпель, Андре        | Барде, Ромен           | Ван Хекке, Пребен        | Team Sky             |
| 2015 | Гвардини, Андреа       | Мейнтджес, Луис        | Ван Мейрхаге, Йеф        | BMC Racing Team      |
| 2016 | Хаген, Эдвальд Боассон | Кэнти, Брендан         | Янсе ван Ренсбург, Жак   | Dimension Data       |
| 2017 | Кристофф, Александр    | Кудус, Мерхави         | Де Гендт, Айме           | Dimension Data       |
| 2018 | Хаас, Нейтан           | Лопес, Мигель Анхель   | Шету, Лоик               | Astana Pro Team      |
| 2019 | Алексей Луценко        | Элье Гесберт           | Пребен Ван Хекке         | Team Katusha–Alpecin |

## Рекорд побед

### По странам
| Побед | Страна                                                         |
| ----- | -------------------------------------------------------------- |
| 2     | Великобритания, Казахстан                                      |
| 1     | Швейцария, Нидерланды, Словакия, Испания, Италия, Бельгия, США |